# ادیک آساطریان
ادیک سارگسی آساطریان (ارمنی: Էդիկ Սարգսի Ասատրյան؛ زادهٔ ۱۸ آوریل ۱۹۵۳) یک سیاستمدار اهل ارمنستان است که از تاریخ ۱۹۹۵ تا تاریخ ۱۹۹۹ سمت نمایندگی دوره اول مجلس ملی جمهوری ارمنستان را برعهده داشت.

## زندگی‌نامه
در ۱۸ آوریل ۱۹۵۳ در کاتناغبیور به دنیا آمد و از دانشگاه دولتی علوم پرورشی خاچاطور آبوویان ارمنستان و انستیتو دام‌پروری و دام‌پزشکی ایروان فارغ‌التحصیل شد. 